# Coleophora echinacea
Coleophora echinacea é uma espécie de mariposa do gênero Coleophora pertencente à família Coleophoridae.